# Gare de Lemberg
La gare de Lemberg est une gare ferroviaire française, fermée, de la ligne de Haguenau à Hargarten - Falck, située sur le territoire de la commune de Lemberg dans le département de la Moselle en région Grand Est.
C'est une halte voyageurs de la Société nationale des chemins de fer français (SNCF), fermée provisoirement à partir du 18 décembre 2011 à la suite d'un glissement de terrain. Sur décision des autorités de transport, la ligne ferroviaire est définitivement fermée en 2014 et reportée sur la route.

## Situation ferroviaire
Établie à 391 mètres d'altitude, la gare de Lemberg est située au point kilométrique (PK) 53,116 de la ligne de Haguenau à Hargarten - Falck, entre les gares de Bitche et d'Enchenberg. Elle se trouve sur la section inexploitée de la ligne, entre Niederbronn-les-Bains et Sarreguemines.

## Histoire
La gare de Lemberg est mise en service le 8 décembre 1869, lorsque la compagnie des chemins de fer de l'Est ouvre à l'exploitation la section de Sarreguemines à Niederbronn-les-Bains de la ligne d'Haguenau à Hargarten - Falck.
En décembre 2011, la ligne est endommagée par un glissement de terrain entre Lemberg et Bitche. Dégagée et consolidée, la voie ne permet plus qu'une vitesse limitée à 10 km/h sur un tronçon d'environ 300 mètres. Les autorités des transports : ministère, SNCF et région reculent devant le coût présenté par Réseau ferré de France (RFF) pour la remise en état de la voie, environ 40 millions d'euros, et décident de fermer la ligne au service voyageurs en reportant la desserte sur route.

## Service routier de substitution
Depuis la fermeture de la halte ferroviaire le 18 décembre 2011, Lemberg est desservie par des autocars TER Lorraine de la ligne Sarreguemines - Bitche.

## Patrimoine ferroviaire
Le bâtiment voyageurs de la gare de Lemberg porte de nombreux éléments stylistiques de la Direction générale impériale des chemins de fer d'Alsace-Lorraine. Il a donc dû être construit, ou fortement transformé, à la fin du XIXe siècle ou au début du XXe siècle. Le corps central, assez profond, est flanqué par deux ailes : une très petite, à étage, servant de cage d'escalier et une aile de plain pied de deux travées. Les toitures sont à demi-croupe et les encadrements sont en pierre de taille rose.
La halle à marchandises et l'annexe des toilettes, reconverties pour d'autres usages, sont toujours visibles en 2018.